# Elaphoglossum affine
Elaphoglossum affine là một loài thực vật có mạch trong họ Lomariopsidaceae. Loài này được (M. Martens & Galeotti) T. Moore mô tả khoa học đầu tiên năm 1857.